# Лихтенберг, Георг Кристоф
Гео́рг Кри́стоф Лихтенбе́рг (нем. Georg Christoph Lichtenberg; 1 июля 1742, Обер-Рамштадт — 24 февраля 1799, Гёттинген) — немецкий учёный, философ и публицист. Современному читателю Лихтенберг более всего известен своими «Афоризмами», опубликованными посмертно.

## Биография и деятельность
Лихтенберг родился в семье деревенского пастора Иоганна Конрада Лихтенберга (1689—1751) и его жены Катарины Генриетты Лихтенберг (урождённой Экхардт; 1696—1764), будучи младшим из 17 детей в семье. В детстве у него образовался горб, остановивший его рост и сделавший его навсегда болезненным. Был профессором физики и астрономии в Гёттингене и иностранным почётным членом Петербургской академии наук. Как учёный, Лихтенберг прославился лекциями по экспериментальной физике, которые пояснял опытами при помощи им самим усовершенствованных аппаратов, и открытием электрических фигур, названных его именем (фигуры Лихтенберга). Именно ему принадлежит введение обозначения разных видов электричества знаками «+» и «−» (положительное и отрицательное напряжение). В этом историческое значение Лихтенберга как физика. До него электричество имело другие обозначения — «стеклянное» и «гуттаперчевое», «янтарное» и «шерстяное» и т. д., что создавало путаницу.
Как критик и публицист, он приближается к Лессингу по широте философских взглядов и независимости и тонкости критических суждений. Его «Объяснения Хогарта» и полемические статьи и заметки, в которых он с иронией бичует сентиментальное фантазерство и всякого рода мистицизм и шарлатанство эпохи «бури и натиска», а также целый ряд мелких статей, остроумных и шутливых, характеризуют Лихтенберга как первоклассного юмориста и сатирика, немецкого Свифта.
Лучшие сатирические статьи Лихтенберга: «Timorus» и «Fragment von Schwänzen» — пародии на дифирамбический и гиперболический слог Лафатера; «О физиономике против физиономистов» — статья, направленная против «Физиономики» того же Лафатера. Порчу литературного языка и произведения мнимых «гениев» Лихтенберг вышучивал часто, например в «Vorschlag zu einem Orbis pictus», в «Всемилостивейшем послании Земли к Луне», в «Утешении несчастным, которые не суть самобытные гении». Из Англии, куда он ездил два раза, Лихтенберг написал ряд интересных писем (к Г.-Хр. Бойе). Не менее интересна и симпатична его собственная характеристика, сделанная им самим незадолго до смерти. В «Подробном объяснительном тексте к гравюрам Хогарта» (1791—1799) юмор Лихтенберга поднялся на высоту, достойную Хогарта.
С юных лет и до конца жизни Лихтенберг вёл записные книжки, которым прежде всего и обязан посмертной литературной славой.

Кант, уже в конце своей жизни, чрезвычайно высоко ценил Лихтенберга, и его личный экземпляр «Афоризмов» был буквально испещрен пометками, сделанными попеременно то красным, то чёрным пером. Шопенгауэр считал Лихтенберга мыслителем в полном смысле этого слова — думающим для себя, а не на потребу публики. Ницше помещал «Афоризмы», наряду с эккермановскими «Беседами о Гёте», в самое сердце «сокровищницы немецкой прозы». В 1878 году Вагнер признавал, что видит в них предвосхищение его собственных теорий…— Андре Бретон
«Lichtenberg’s Vermischte Schriften» вышли в Гёттингене в 1800—1805 годах; более полное собрание сочинений вместе с «Ausführliche Erklärungen der Hogarthschen Kupferstiche» было издано сыновьями Лихтенберга в 1844—1853 годах.

## Личная жизнь
В 1777 году Георг Кристоф Лихтенберг познакомился с Марией Штехард, которой тогда было 13 лет, которая постоянно жила с профессором после 1780 года. Она умерла в 1782 году. Их отношения были воплощены в роман Герта Гофмана, который был переведён его сыном Михаэлем Гофманом на английский язык под названием «Лихтенберг и маленькая цветочница».
В 1783 году Лихтенберг познакомился с Маргаретой Келлнер (1768—1848). Он женился на ней в 1789 году, чтобы назначить ей пенсию, поскольку думал, что скоро умрёт. У них было шестеро детей: Георг Кристоф Лихтенберг (1786—1845), Луиза Вильгельмина Лихтенберг (1789—1802), Агнес Лихтенберг (1793—1820), Августа Фридерика Лихтенберг (1795—1837), Генрих Август Лихтенберг (1797—1836) и Кристиан Вильгельм Лихтенберг (1799—1860), однако супруга пережила его на 49 лет.
В 1799 году Лихтенберг умер в Геттингене после непродолжительной болезни в возрасте 56 лет.

## Братья и сёстры
У Георга Кристофа Лихтенберга было 16 братьев и сестёр, большинство из которых умерли во младенчестве.
- Клара София Лихтенберг (1718—1780)
- Готлиб Кристоф Лихтенберг (1724—1756)
- Кристиан Фридрих Лихтенберг (1734—1790)
- Людвиг Кристиан Лихтенберг[нем.] (1737—1812)

## Наследие
Лихтенберг — автор идеи универсальной привязки меньших форматов бумаги к бо́льшим по длине и ширине через квадратный корень. Эта идея легла в основу международного метрического стандарта бумажных форматов ISO 216, принятого во всём мире, кроме Канады и США.

## Память
В 1935 году Международный астрономический союз присвоил имя Лихтенберга кратеру на видимой стороне Луны.

## Сочинения
- Лихтенберг Г. К. Афоризмы / Издание подготовил Г. С. Слободкин. 2-е изд. М., 1965. (Литературные памятники).